# 니시카와 슈사쿠
니시카와 슈사쿠(일본어: 西川 周作, 1986년 6월 18일 ~ )는 일본의 축구 선수로 현재 J1리그 우라와 레즈의 주전 골키퍼로 활약 중이며 우라와 레즈의 부주장직을 맡고 있다.

## 클럽 경력

### 오이타 트리니타
오이타 트리니타 유스팀 출신으로 2005 시즌을 앞두고 성인팀 입단을 통해 프로에 첫 발을 내딘 뒤 2009 시즌까지 5시즌동안 공식전 143경기에 출전하며 J리그 디비전 1 2008 4위, 2008 시즌 J리그컵 우승에 공헌했다.

### 산프레체 히로시마
2010 시즌을 앞두고 같은 J1리그 소속팀인 산프레체 히로시마로 이적한 후 2013 시즌까지 4시즌동안 공식전 163경기에 출전하며 J1리그 2연패(2012, 2013), 2010 시즌 J리그컵 준우승, 2013 시즌 천황배 준우승 등에 기여하는 활약을 펼쳤다.

### 우라와 레즈
2014 시즌을 앞두고 우라와 레즈로 트레이드된 이후 2024 시즌을 마친 현재까지 공식전 475경기를 소화하는 동안 J1리그 2회 준우승(2014, 2016), J리그 디비전 1 2015 3위, 천황배 2회 우승(2018, 2021) 및 1회 준우승(2015), J리그컵 1회 우승(2016) 및 1회 준우승(2023), AFC 챔피언스리그 엘리트 2회 우승(2017, 2022) 및 1회 준우승(2019), 2023년 FIFA 클럽 월드컵 4위, 수루가 뱅크 챔피언십 1회 우승(2017), 일본 슈퍼컵 1회 우승(2022) 및 3회 준우승(2015, 2017, 2019)에 기여했다.

## 국가대표팀 경력
니시카와는 2005년 FIFA 세계 청소년 축구 선수권 대회에 참가했던 일본 국가대표팀의 일원이었다. 그는 일본 대표로 2008년 하계 올림픽에 참가하기도 했다.
2009년 10월 8일, 그는 홍콩과의 AFC 아시안컵 예선전에서 일본 성인 국가대표팀 데뷔전을 치렀다. 2011년 AFC 아시안컵 2경기에 출전, 우승에 기여했다.
2013년 FIFA 컨페더레이션스컵, 2014년 FIFA 월드컵, 2015년 AFC 아시안컵에 참가할 국가대표팀에 발탁되었으며, 3경기에 출전했다. 그는 2016년까지 국제 A매치 통산 31경기에 출전했다.

## 통계

### 클럽
2012년 12월 6일 기준
| 클럽              | 시즌      | 리그 | 리그 | 컵   | 컵   | 리그컵 | 리그컵 | AFC  | AFC  | 기타1 | 기타1 | 합계 | 합계 |
| 클럽              | 시즌      | 출장 | 득점 | 출장 | 득점 | 출장   | 득점   | 출장 | 득점 | 출장  | 득점  | 출장 | 득점 |
| ----------------- | --------- | ---- | ---- | ---- | ---- | ------ | ------ | ---- | ---- | ----- | ----- | ---- | ---- |
| 오이타 트리니타   | 2005      | 21   | 0    | 2    | 0    | 1      | 0      | -    | -    | -     | -     | 24   | 0    |
| 오이타 트리니타   | 2006      | 30   | 0    | 1    | 0    | 5      | 0      | -    | -    | -     | -     | 36   | 0    |
| 오이타 트리니타   | 2007      | 11   | 0    | 2    | 0    | 2      | 0      | -    | -    | -     | -     | 15   | 0    |
| 오이타 트리니타   | 2008      | 22   | 0    | 0    | 0    | 5      | 0      | -    | -    | -     | -     | 27   | 0    |
| 오이타 트리니타   | 2009      | 34   | 0    | 1    | 0    | 3      | 0      | -    | -    | 3     | 0     | 41   | 0    |
| 오이타 트리니타   | 합계      | 118  | 0    | 6    | 0    | 16     | 0      | -    | -    | 3     | 0     | 143  | 0    |
| 산프레체 히로시마 | 2010      | 34   | 0    | 1    | 0    | 4      | 0      | 5    | 0    | -     | -     | 44   | 0    |
| 산프레체 히로시마 | 2011      | 34   | 0    | 0    | 0    | 1      | 0      | -    | -    | -     | -     | 35   | 0    |
| 산프레체 히로시마 | 2012      | 34   | 0    | 0    | 0    | 4      | 0      | -    | -    | 1     | 0     | 39   | 0    |
| 산프레체 히로시마 | 합계      | 102  | 0    | 1    | 0    | 9      | 0      | 5    | 0    | 1     | 0     | 118  | 0    |
| 경력 합계         | 경력 합계 | 220  | 0    | 7    | 0    | 25     | 0      | 5    | 0    | 4     | 0     | 261  | 0    |

1 팬퍼시픽 챔피언십, J리그컵 / 코파 수다메리카나 챔피언십, 그리고FIFA 클럽 월드컵 포함.

### 국가대표팀
| 일본 | 일본 | 일본 |
| 연도 | 출전 | 득점 |
| ---- | ---- | ---- |
| 2009 | 1    | 0    |
| 2010 | 2    | 0    |
| 2011 | 4    | 0    |
| 2012 | 1    | 0    |
| 2013 | 4    | 0    |
| 2014 | 3    | 0    |
| 2015 | 8    | 0    |
| 2016 | 8    | 0    |
| 통산 | 31   | 0    |

### 주요 대회 출장 기록
| 팀        | 대회                                          | 연령대 | 출장 | 출장 | 골 | 팀 성적   |
| 팀        | 대회                                          | 연령대 | 선발 | 교체 | 골 | 팀 성적   |
| --------- | --------------------------------------------- | ------ | ---- | ---- | -- | --------- |
| 일본 U-19 | 2004년 AFC 청소년 축구 선수권 대회            | U-19   |      |      |    | 3위       |
| 일본 U-20 | 2005년 FIFA 세계 청소년 축구 선수권 대회      | U-20   | 4    | 0    | 0  | 16강      |
| 일본 U-22 | 2008년 하계 올림픽 축구 남자 아시아 지역 예선 | U-22   | 5    | 0    | 0  | 본선 진출 |
| 일본 U-23 | 2008년 하계 올림픽                            | U-23   | 3    | 0    | 0  | 1라운드   |
| 일본      | 2011년 AFC 아시안컵 예선전                    | 성인   | 1    | 0    | 0  | 본선 진출 |
| 일본      | 2011년 AFC 아시안컵                           | 성인   | 1    | 1    | 0  | 우승      |
| 일본      | 2013년 EAFF 동아시안컵                        | 성인   | 2    | 0    | 0  | 우승      |

## 수상

### 클럽
오이타 트리니타
- J리그컵: 2008

산프레체 히로시마
- J리그 디비전 1: 2012
- 일본 슈퍼컵: 2013

### 국가대표팀
- AFC 아시안컵: 2011
- 기린컵: 2011
- EAFF 동아시안컵: 2013

### 개인
- J리그 베스트 XI: 2012